# Cooper Car Company
La Cooper Car Company è stata una scuderia britannica di Formula 1, vincitrice di 16 Gran Premi. La casa fu fondata da Charles Cooper e dal figlio John.
Il suo più grande pilota fu Jack Brabham, che vinse il titolo riservato ai piloti nel 1959, ripetendosi anche l'anno dopo in maniera ancor più netta. La Cooper fu anche Campione del Mondo Costruttori nel 1959 e nel 1960. La scuderia britannica non riesce a rimanere al vertice ed imbocca la strada del declino, che inizia con la partenza di Brabham, intenzionato a creare una squadra con il suo nome. Malgrado le dimensioni minuscole, la squadra cerca di mantenersi a galla con giovani promesse quali Bruce McLaren e Pedro Rodríguez. Emblematico il Gran Premio di Monaco 1962: la Cooper si presenta con due piloti, due macchine e letteralmente due meccanici ma riesce comunque a vincere la corsa. 
Nel 1966, con l'avvento del nuovo regolamento che sostituiva i vecchi motori 1500 cm³ con i più grossi e potenti 3000 cm³ la Cooper si lega alla Maserati: è una mossa sbagliata perché se da un lato arrivano due vittorie (una con John Surtees nel 1966 e una con Rodríguez l'anno dopo) dall'altro impedisce alla squadra di utilizzare il motore Ford-Cosworth, che dal 1967 inizia a dominare prepotentemente la scena.
L'ultimo anno di partecipazione è stato il 1969, in cui le Cooper vennero prevalentemente affidate a piloti privati, con scarsi risultati.

## Gli anni in Formula 1

### 1959
Primo team non casa automobilistica a vincere il mondiale di F1, porta un'innovazione sorprendente con il motore (Coventry-Climax) spostato alle spalle del pilota, mentre fino ad allora le auto da corsa avevano il motore anteriore. Questo tecnicismo permise di produrre un'auto maneggevole e leggera con la quale Jack Brabham vinse il suo primo titolo mondiale

### 1960
Dopo aver vinto il suo primo mondiale di F1 nell'anno precedente, vince il secondo titolo consecutivo sempre con Jack Brabham. 
La Cooper vince il primo GP della stagione con Bruce McLaren con l'auto dell'anno precedente, ma solo grazie al ritiro della nuova Lotus di F1 che era in testa alla gara. Dopo il primo GP Cooper decide di costruire una nuova auto sullo stile della Lotus, più leggera e più bassa grazie all'utilizzo di un nuovo cambio custom che permette una meccanica più semplice.
Con la nuova auto Cooper domina il Mondiale con Jack Brabham, seguito spesso dal compagno Bruce McLaren nell'ordine di arrivo

### 1961
Nel 1961 c'è un cambio di regolamento importante nella F1: vengono imposti motori da 1500 cm³ e questo fatto trova impreparati i costruttori inglesi, fino all'ultimo contrari a questa modifica. Il ritardo si ripercuote sullo sviluppo dei nuovi motori e nuovi telai e il 1961 viene così dominato dalla Ferrari di Von Trips e Phil Hill che lasciano ai team inglesi poche soddisfazioni

### 1962
Sempre con i Piloti Jack Brabham e Bruce McLaren e motori Coventry-Climax Cooper partecipa alla stagione di F1 povera di risultati: solo una vittoria a Montecarlo con Bruce McLaren. L'anno viene dominato dalla BRM di Graham Hill, che vince il titolo, e dalla Lotus di Jim Clark, secondo; alla fine dell'anno Jack Brabham lascia il team per fondare la scuderia che prenderà il suo nome.

### 1963
Continua il declino del team, che non ottiene particolari risultati in un anno dominato dalla Lotus e da Jim Clark

### 1964
Nell'anno in cui John Surtees diviene il primo iridato delle due ruote ad imporsi anche in Formula 1, la Cooper vive una stagione senza particolari acuti.

### 1965
La Cooper Car Company, che utilizza i modelli T73 (3 presenze) e T77 (16 presenze più una mancata qualificazione) motorizzati Climax, prende parte a tutti i gran premi in calendario (10), schierando in ogni evento due vetture. I piloti utilizzati sono Bruce McLaren (10 presenze) e Jochen Rindt (9 presenze più una non qualificazione).
Le vetture Cooper sono inoltre utilizzate durante la stagione da John Love (1 presenza; Cooper T55 Climax), Trevor Blokdyk (1 gp: non qualificato; Cooper T59 Ford) e dal Bob Gerard Racing, che in occasione del Gran Premio di Gran Bretagna schiera due vetture: una Cooper T71/73 Ford ed una Cooper T60 Climax, affidate rispettivamente a Alan Rollinson e John Rhodes, riuscendo a qualificare la seconda.
Nel 1965 quindi le presenze di vetture Cooper ammontano a 21, più tre mancate qualificazioni. I ritiri sono 11 (pari al 52,38%). I piazzamenti a punti sono 6, con un terzo posto conquistato da McLaren nel gran premio del Belgio, per un totale di 13 punti (media di 0,62 punti per vettura partente). Questi, tutti conquistati dalle vetture ufficiali, valgono alla Cooper il 5º posto nella coppa costruttori.
Il miglior piazzamento nel mondiale piloti è quello di Bruce McLaren, 8º con 10 punti. Rindt è 13º con 3 punti.
I giri percorsi sono 944 (su un totale teorico di 1535, pari al 61,50%). I piloti del Cooper Car Company hanno percorso 892 giri (su 1370 teorici, pari al 65,11%); John Love percorre invece 19 giri degli 85 previsti per il gran premio del Sudafrica (22,35%), mentre John Rhodes percorre 38 degli 80 giri del gran premio di Gran Bretagna (47,5%).
Al termine della stagione, dominata da Jim Clark su Lotus, Bruce McLaren lascia la Cooper per fondare, come già aveva fatto Jack Brabham, una sua scuderia.

### 1966
Nell'anno del debutto in Formula 1 della McLaren, la Cooper vive la sua ultima stagione importante, coronata da 6 piazzamenti a podio, una pole position (l'ultima della sua storia in Formula 1) e due giri veloci. I suoi piloti di punta si classificano al secondo ed al terzo posto nella graduatoria mondiale.
La Cooper Car Company, che utilizzerà nella stagione il modello T81 motorizzato Maserati, prende parte a tutti i gran premi in calendario (9), schierando generalmente due vetture (con eccezione dei gran premi di Francia e Messico, che vedono alla partenza tre piloti) per un totale di 20 partenze. I piloti utilizzati sono Jochen Rindt (9 presenze), John Surtees (7 presenze), Richie Ginther (2 presenze), Chris Amon e Moisés Solana (questi ultimi due con una sola presenza).
Le vetture Cooper sono utilizzate, durante la stagione, oltre che dal team ufficiale dall'Anglo-Suisse Racing (7 presenze in altrettanti gp; pilota Joakim Bonnier), dal Rob Walker Racing team (7 presenze in altrettanti gp; pilota Jo Siffert), dal privato Guy Ligier (6 gp, con 5 presenze ed una non partenza) e dal J A Pearce Engineering Ltd (2 presenza in altrettanti gp; pilota Chris Lawrence). Tutti i partenti utilizzano la Cooper T81 Maserati, ad eccezione di Lawrence che guida una Cooper T73 motorizzata Ferrari.
Nel 1966 quindi le presenze di vetture Cooper ammontano a 41, più una non partenza. I ritiri sono 20 (pari al 48,78%); in quattro occasioni inoltre i piloti Cooper non vengono classificati per distanza non sufficiente. I piazzamenti a podio sono 6: una vittoria, con Surtees nel gran premio del Messico, tre secondi posti e due terzi posti; oltre a questi le Cooper riescono a classificarsi altre 6 volte in zona punti, per un totale di 49 punti (media di 1,19 punti per vettura partente). Questi sono così ripartiti tra i diversi team: 45 Cooper Car Company, 3 Rob Walker Racing team e 1 Anglo-Suisse Racing. Per il meccanismo del punteggio per il mondiale costruttori in vigore nel 1966, i punti validi per la coppa sono 30 e valgono il 3º posto, dietro la Brabham e la Scuderia Ferrari.
Il miglior piazzamento nella classifica piloti è quello di John Surtees, 2º con 28 punti (9 dei quali conquistati però alla guida di una Ferrari). Il pilota inglese precede in graduatoria il compagno Jochen Rindt, con 24 punti di cui 22 validi (tutti conquistati su Cooper). Ginther è 11º con 5 punti (3 conquistati alla guida di una Honda), lo svizzero Siffert è 14º con 3 punti, mentre Bonnier è 17º con un solo punto.
I giri percorsi sono 1928 (su un totale teorico di 2704, pari al 71,30%). Distinguendo per scuderia ed ordinando per percentuale di distanza percorsa su quella teorica abbiamo: J A Pearce Engineering Ltd giri 83 su 95 (87,37%), Guy Ligier giri 300 su 346 (86,70%), Rob Walker Racing team giri 342 su 487 (70,22%), Cooper Car Company giri 920 su 1317 (69,85%) e Anglo-Suisse Racing giri 283 su 474 (59,70%).

### 1967

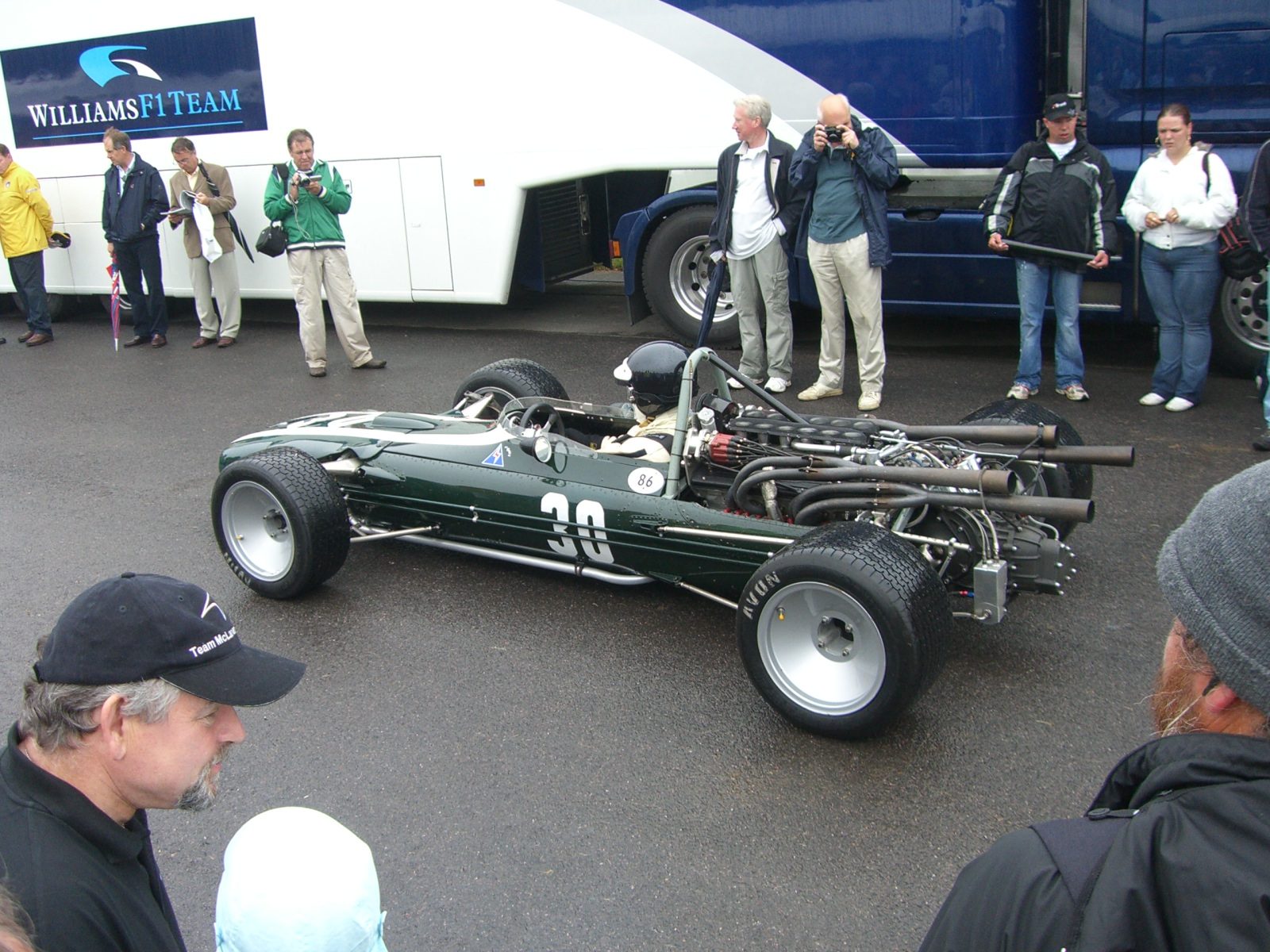
Cooper-Maserati T86, 1967, Jochen Rindt

Nell'anno del debutto del motore Ford Cosworth, la Cooper coglie l'ultima vittoria: il 2 gennaio infatti il pilota messicano Pedro Rodríguez si aggiudica su Cooper T81 Maserati il gran premio inaugurale della stagione, in Sudafrica sul circuito di Kyalami, segnando anche il giro più veloce in gara; al secondo posto, sorprendentemente, il pilota di casa John Love, su una Cooper T79 Climax privata, completa il trionfo.
La Cooper Car Company, che utilizzerà nella stagione i modelli T81, T 81B e T86 motorizzati Maserati, prende parte a tutti i gran premi in calendario (11), schierando generalmente due vetture (con eccezione del gran premio di Gran Bretagna, che vede al via tre macchine, e di quello del Messico, con un solo pilota) per un totale di 22 partenze. I piloti utilizzati sono Jochen Rindt (10 presenze), Pedro Rodríguez (8 presenze), Jacky Ickx (2 presenze), Richard Attwood e Alan Rees (questi ultimi due con una sola presenza).
Nel 1967, oltre alla scuderia ufficiale, utilizzano vetture Cooper anche il Charles Vogele Racing (1 gp; Cooper T77 ATS), il Joakim Bonnier Racing Team (8 gp; Cooper T81 Maserati) ed il Rob Walker - Jack Durlacher Racing Team (10 gp: più una non partenza; Cooper T81 Maserati), ognuna con un solo pilota: rispettivamente Silvio Moser, Joakim Bonnier e Jo Siffert. Inoltre vetture Cooper sono schierate da piloti privati: il già menzionato John Love (1 gp), Guy Ligier (2 gp; Cooper T81 Maserati) e Tom Jones (1 gp: non qualificato; Cooper T82 Climax).
Nel 1967 quindi le presenze di vetture Cooper ammontano a 44, più una mancata qualificazione e una non partenza. I ritiri sono 20 (45,45%), mentre in una occasione, il gran premio di Francia, la vettura di Guy Ligier non viene classificata per non aver coperto una distanza sufficiente. I piazzamenti a podio sono due, quelli in Sudafrica; a questi si aggiungono 11 piazzamenti in zona punti per un totale di 37 punti (media di 0,84 punti per vettura partente). Questi sono così ripartiti tra i diversi team: 22 Cooper Car Company, 6 Rob Walker - Jack Durlacher Racing Team e piloti privati, 3 Joakim Bonnier Racing Team. I punti validi per il mondiale costruttori sono 28 e valgono alla Cooper il 3º posto, dietro alla Brabham ed alla Lotus.
Il miglior piazzamento nel mondiale piloti è quello di Rodríguez, 6º con 15 punti; seguono Love, Rindt e Siffert, tutti con 6 punti all'11º posto, Bonnier con 3 punti al 14º posto e Ickx, 19º con un punto (nella classifica finale compare anche Ligier: il pilota francese conquista però il solo punto che lo affianca in graduatoria a Ickx al volante di una Brabham).
I giri percorsi sono 2076 (su un totale teorico di 3139, pari al 66,13%). Distinguendo per scuderia ed ordinando per percentuale di distanza percorsa su quella teorica abbiamo: privati giri 173 su 188 (92,02%), Rob Walker - Jack Durlacher Racing Team giri 496 su 714 (69,47%), Joakim Bonnier Racing Team giri 348 su 534 (65,19%), Cooper Car Company giri 1030 su 1623 (63,46 %) e Charles Vogele Racing giri 29 su 80 (36,25%).

### 1968
Nel 1968, oltre al team ufficiale che utilizza motori Maserati e BRM, utilizzano vetture Cooper anche il Joakim Bonnier Racing Team, il team di John Love ed il Rob Walker - Jack Durlacher Racing Team, tutti schierati nella sola occasione della prova inaugurale del campionato: il gran premio del Sudafrica del 1º gennaio.
In quell'occasione sono 5 le vetture Cooper: le due ufficiali, motorizzate Maserati, di Ludovico Scarfiotti (Cooper T86) e Brian Redman (Cooper T 81B) e le tre private affidate a Jo Bonnier (Cooper T81 Maserati), Basil van Rooyen (Cooper T79 Climax) e Jo Siffert (Cooper T86 Maserati). Il pilota svizzero è l'unico classificato, con il 7º posto; in qualifica invece il migliore è l'italiano Scarfiotti, 15º.
Nel prosieguo della stagione il Cooper Car Company utilizza il modello T86B motorizzato BRM, affidato, nei diversi gran premi, a Lucien Bianchi (7 presenze), Vic Elford (7 presenze), Brian Redman, Ludovico Scarfiotti (questi ultimi due in altre due occasioni oltre al gp inaugurale), Johnny Servoz-Gavin (1 presenza) e Robin Widdows (1 presenza). La Cooper schiera due vetture per ogni evento, con eccezione dei gran premi di Olanda ed Italia, che vedono alla partenza una sola macchina.
I migliori piazzamenti dell'anno sono i due terzi posti conquistati da Redman e Bianchi in occasione, rispettivamente, del gran premio di Spagna e quello di Monaco; a questi si aggiungono altri cinque piazzamenti per un totale di 20 punti (media di 0,80 punti per vettura partente), dei quali 14 validi per la coppa costruttori che valgono la sesta piazza in coabitazione con la Honda. I ritiri sono 16 (su 25 partecipazioni, pari al 64%); i giri percorsi sono 1049 (su 1788, pari al 58,67%).
Nel mondiale piloti il migliore risulta Scarfiotti, 13º con 6 punti (gli stessi conquistati da Servoz-Gavin che però li conquista guidando la Matra Ford). Il pilota italiano muore nel corso della stagione, dopo lo svolgimento di soli tre gran premi, a seguito di un incidente occorso durante le prove di una corsa valida per l'Europeo della montagna.
La notizia della morte di Scarfiotti arriva nell'ambiente della Formula 1 durante le qualifiche del gran premio del Belgio; durante lo svolgimento dello stesso evento l'inglese Brian Redman perde il controllo della sua Cooper: il bilancio dell'incidente è un braccio rotto, ustioni gravi al volto e un commissario di gara ferito.

### 1969
Un solo gran premio per la Cooper: l'ultimo della sua lunga e importante storia: il 27º GP di Monaco. Il 18 maggio, sul circuito monegasco, Vic Elford porta la Cooper T86B Maserati al 7º posto in gara, a 2 giri dal vincitore Graham Hill, dopo essere partito in 16ª posizione.

## Principali piloti
- Jack Brabham (1955, 1957-1961): 41 GP, 7 vittorie, Campione del Mondo 1959-1960
- Bruce McLaren (1959-1965): 63 GP, 3 vittorie
- Stirling Moss (1953, 1958-1961): 17 GP, 3 vittorie
- Maurice Trintignant (1958-1961): 27 GP, 1 vittoria
- John Surtees (1961, 1966): 15 GP, 1 vittoria
- Pedro Rodríguez (1967): 9 GP, 1 vittoria
- Jo Bonnier (1963-1964, 1966-1968): 35 GP
- Jochen Rindt (1965-1967): 30 GP
- Roy Salvadori (1957-1961): 21 GP
- Tony Maggs (1962-1963): 20 GP
- Jo Siffert (1966-1968): 18 GP
- Masten Gregory (1959-1961): 12 GP
- Ian Burgess (1958-1962): 11 GP
- Phil Hill (1960, 1964): 11 GP
- Lucien Bianchi (1959-1960, 1968): 10 GP
- Jackie Lewis (1961-1962): 10 GP